# スーパーファミスタ2
『スーパーファミスタ2』 (Super Famista 2) は、1993年3月12日にナムコ (後のバンダイナムコエンターテインメント) が発売したスーパーファミコン（SFC）用野球ゲームソフト。SFCにおける『ファミスタシリーズ』第2作である。日本野球機構公認。

## 概要
本作より、現実に漢字表記で登録された選手は漢字表記されるようになり、カタカナ表記の選手は6文字以上であっても全て表記されるようになった（例：「パチョレク」→「パチョレック」、「ブライアン」→「ブライアント」）。球場名も一部除き漢字が使用されるようになった。また、先攻・後攻を任意で選択できるようになった。
試合結果を告知する「ナムコットスポーツ」では、ゲームデザイン担当の島本昌弘（SIMA SIMA名義）による4コマ漫画『野球くん』の連載を開始。また、勝利チーム（1人用モードは、敗戦チーム）監督の一言欄には、監督名が表示されるようになった（ただし、ひらがな表記）。
開発スタッフは、岸本好弘（開発チーフ。「KISSIE」名義）、先述の島本、林幸人（ゲームデザイン担当。「OHAYASHI」名義）、川元義徳（音楽担当。「KAWAGEN」名義）、佐々木英隆（プログラム担当。「HIDEBO」名義）ほか。また、当時のナムコ社長中村雅哉がナムコスターズ監督「まさやん」として登場するほか、島本、林、佐々木も新たに追加した架空球団の監督として登場している。

## ゲーム内容

### オールスターモード
オールスターゲームを模したモード。出場選手は全てランダムで、プレイヤーが選ぶことは出来ない。ただし、各ポジションの候補選手の中から、好きな選手に票を割り振って選出させることができるようになった。

### ドラフトモード
プロ野球ドラフト会議を模したモード（詳細は、前作の同モードも参照）。本作では、ナムコスターズを除く後述の架空球団所属選手および野手50名・投手20名の対象選手から、2名の選手を指名して入団させ、試合を行う。

### きみがヒーロー! モード
1人の選手を心理テスト形式で作成、好きな球団へ入団させ、そのチームで試合を行うモード。1人用・2人用ともに1試合限定。実在12球団・ナムコスターズのみ選択可能。1人用については、入団決定時にパスワードが表示され、そのパスワードを「パスワードモード」で入力し登録させたうえで「公式戦モード」「ドラフトモード」で試合出場させることができる（実在球団へ入団した選手を登録しても、「オールスターモード」に選出されることはない）。実はこのモードで作成される選手は、ナムコスターズ以外のオリジナルチーム（アッシーズ・カットバス・ヤクタターズ）の選手と同じ能力値だが、ゲーム中のデータでは、数字で表示される選手の人気・野手の走力、投手の右・左・縦変化とスタミナが、SからEの6段階のアルファベットで表示される。勿論これらのオリジナルチームに登場しない能力値の選手も存在する。

### 球場
以下の3種類が選択可能。試合の進行とともに青空→夕焼け空→夜空に変わっていく。
- 神宮の森 - 人工芝。両翼91m、センター120m。
- 六甲山 - 天然芝。両翼97m、センター120m。※前作に引き続き登場。
- アメリカン - 天然芝。両翼100m、センター125m。

## 登場球団
実在の12球団とナムコスターズに加え、新チームとして「アッシーズ」「カットバス」「ヤクタターズ」が登場。ただし、この新チームは表向き3チームであるが、それぞれ4種類の異なる編成が存在し、ランダムに選択されるようになっている。
原則、1993年の日本プロ野球シーズン開幕前時点のデータを使用しており、在籍1年目となる選手として、読売ジャイアンツ（以下、巨人）の松井秀喜や阪神タイガースの郭李建夫が登録された。一方で、前作に続き前年シーズン限りで現役を引退または日本球界を離れた選手も一部登録されており、広島東洋カープの達川光男や西武ライオンズのオレステス・デストラーデらが登録された。また、巨人・福岡ダイエーホークス・日本ハムファイターズ・横浜ベイスターズ（前年シーズンまで、横浜大洋ホエールズ）の4球団がユニフォームデザインを変更したが、このうち、巨人・日本ハムは従来のユニフォームのままであった（そのうち、巨人のホーム用は1989年シーズンまでのもの）。また、ダイエーは変更が反映されたものの、間違ってホーム用とビジター用が逆に設定された。

## 音楽
試合終了直後の「野球ニュース」で流れるBGMは、本作と同じく川元が音楽を担当した『バーニングフォース』（1989年）の「Winners」である。

## スタッフ
※公式戦1人用モードの優勝後エンディング内クレジットを参照。
- チーフ・チームデータ：KISSIE（岸本好弘）
- ゲームデザイン：SIMA SIMA（島本昌弘）
- ヒーロー・デザイン：OHAYASHI（林幸人）
- グラフィック：CTHULHU、WAGACHAN（我妻吉則）、MURAYA、ENO ENO、HODOCHIN（ほどのゆきお）、MASA
- 音楽：KAWAGEN（川元義徳）
- ロゴデザイン：MINA
- チームデータ：HIRO（永島洋武）、MATU、MITU、
- スペシャル・サンクス：SHINYA（山田慎也）、YANAGII（柳沢直幹）、NISHICHUNOI、NAKA-P（中村隆徳）、EDA、YOK-SAMA、MAYU CHAN、 AUSSIE. GO
- プログラム：HIDEBO（佐々木英隆）

## 評価
ゲーム誌『ファミコン通信』の「クロスレビュー」では、8・7・7・6の合計28点（満40点）、『ファミリーコンピュータMagazine』の読者投票による「ゲーム通信簿」での評価は以下の通りとなっており、23.16点（満30点）となっている。この得点はスーパーファミコン全ソフトの中で39位（323本中、1993年時点）となっている。また、同雑誌1993年8月情報号特別付録の「スーパーファミコンオールカタログ'93」では、「FC版から受け継がれてきた基本的なシステム、操作性の良さなどは前作通り」と紹介されている。その他、『SUPER FAMICOM Magazine』1993年8月情報号特別付録の「スーパーファミコンオールカタログ'93」巻末に収録されている「部門別ベスト30」では、操作性18位、お買い得度9位を獲得している。 
| 項目 | キャラクタ | 音楽 | 操作性 | 熱中度 | お買得度 | オリジナリティ | 総合  |
| 得点 | 3.93       | 3.69 | 3.99   | 4.05   | 3.98     | 3.52           | 23.16 |

ゲーム誌『Theスーパーファミコン』の「ザ・テストプレイ」では総合評価80点（100点満点）。レビュアーは前作はボールがよく飛んで乱打戦になりがちだったが本作では調整され守り勝つファミスタらしい楽しさが戻ってきている、バット音は金属音だったのが圧縮バットのように変わっている、ナムコスターズのBGMがスカイキッドなのが感激で変わらない高い完成度があると賞賛、新モード「きみがヒーロー!」は選手を育成していくのは楽しめるとした者と個人的にこのゲームにいらない気がするとした者で分かれた。

## 関連書籍
いずれも、ガイドブック。
スーパーファミスタ2必勝攻略法
1993年4月、双葉社発行。編著者：ファイティングスタジオ。「スーパーファミコン完璧攻略シリーズ」の第25巻として発行。書籍コード：ISBN 4575281611
スーパーファミスタ2のすべて
1993年4月、JICC出版局発行。編者：Hippon super!編集部。書籍コード：ISBN 4796606165
スーパーファミスタ2百科
1993年5月、小学館発行。書籍コード：ISBN 4091024327
開発者インタビューを収録。登場している開発者は岸本以下、川元（かわげん）、CTHULHU（くつるふ）、佐々木（ひでぼう）、島本（しましま）の5名。『野球くん』の原画も掲載（ゲーム未収録分も含む）。